# Spiritus
Spiritus (latinski, doslovno 'dah'; hrv. 'hak', grč. 'pneuma') dijakritički je znak u starogrčkom jeziku; u srednjovjekovnom i modernom pisanju starogrčkog bilježi se na početnim vokalima riječi, iznad vokala ili njemu slijeva. Ima oblik polumjeseca, okrenutog na lijevu ili na desnu stranu.
Spiritus označava postojanje početne aspiracije (spiritus asper, dasy pneuma, oštri hak) ili njezinu odsutnost (spiritus lenis, psilon pneuma); riječi čiji početni vokal ima spiritus asper počinju glasom [h].
Kod diftonga (dvoglasa), spiritus se stavlja iznad drugog člana. Bilježi se još i na početnom slovu ro (uvijek spiritus asper), te - ponekad - unutar riječi, na drugom iz para slova ro (također uvijek spiritus asper).
Spiritus je nastao iz lijeve, odnosno desne polovice slova H (heta) koje su neki grčki dijalekti koristili za glas [h].
Spiritus asper:
ἁ- ἑ- ἡ- ἱ- ὁ- ὑ- ὡ- ῥ-;
Ἁ- Ἑ- Ἡ- Ἱ- Ὁ- Ὑ- Ὡ- Ῥ-.
Spiritus lenis:
ἀ- ἐ- ἠ- ἰ- ὀ- ὐ- ὠ;
Ἀ- Ἐ- Ἠ- Ἰ- Ὀ- Ύ Ὠ.